# Nadine Soubrouillard
Nadine Soubrouillard, née à Metz en 1961, est une illustratrice de livres pour enfants et poétesse française.

## Biographie
En 1981, Nadine Soubrouillard s'installe à Strasbourg, où elle obtient en 1985 un diplôme national supérieur des arts appliqués de l'École supérieure des arts décoratifs de Strasbourg, département illustration. Elle commence à travailler pour le magazine Mikado et la publicité. 
Elle poursuit sa carrière dans l'édition jeunesse chez Bordas, Casterman, Fleurus, Hatier, le Seuil, Nathan, Rouge et Or, le Seuil, les éditions du Signe, tout en collaborant avec la presse écrite. 
Depuis 1998, Nadine Soubrouillard est auteure littéraire et éditrice. Elle développe également une production de plasticienne.
En 2009, elle obtient un diplôme d’art-thérapie à la faculté de médecine et de pharmacie de Poitiers. Elle exerce à Strasbourg.

## Publications

### Illustration jeunesse (hors coéditions)
- Armand Colin Bourrelier :
  - Am stram gram CE2, 1985
- Bayard Presse :
  - Pomme d’Api Soleil, collection Éveil religieux, N° 7, 1997
  - Pomme d’Api Soleil, collection Éveil religieux, N° 3, 1996
  - Le château hanté, collection J’aime lire, N° 89, 1995
  - Le spectacle de fin d’année, collection J’aime lire, N° 209, 1994
  - Le château hanté, collection J’aime lire, N° 185, 1992
- Bordas :
  - Mon bibliotexte (l’atelier de français CP, CE1), scolaire, 1999
  - Une drôle d’inondation, collection Bibliothèque des Benjamins, 1989
- Casterman :
  - Dans les flaques, collection Jardin d’Enfants, 1991
- Fleurus Presse :
  - Abricot, collection 18 mois/4 ans, N° 36, 1990
- Fleurus enfants :
  - L’hygiène, collection L’imagerie du corps, 2001
  - La naissance, collection L’imagerie du corps, 2001
  - Mon cahier des animaux, collection Les cahiers de l’imagerie, 1997
  - Dictio histoire et jeux, 1996
  - Mon cahier de l’éveil, collection Les cahiers de l’imagerie, 1996
  - Mon cahier de la ferme, collection Les cahiers de l’imagerie, 1996
  - Mon cahier de la mer, collection Les cahiers de l’imagerie, 1996
  - Mon cahier de la nature, collection Les cahiers de l’imagerie, 1996
  - Mon cahier du corps humain, collection Les cahiers de l’imagerie, 1996
  - Agenda Fleurus enfants 1995, hors commerce, 1995
  - Dictio éveil et jeux, 1995
  - Dictio orthographe et jeux, 1994
  - L’imagerie du corps humain, 1993
  - Dictio lecture et jeux, 1992
  - Dis-moi la vérité, 1990
  - Papa n’aime pas les chats, collection L’histoire est vraie, 1990
  - L’ogre extrêmement égoïste, collection Vive la lecture, 1989
  - L’imagerie du corps humain, réédition avec pages interactives, 2018
- Coéditions Fleurus :
  - Titre coréen (L’imagerie du corps humain), version coréenne, 2002
  - Titre coréen (Mon cahier du corps humain), version coréenne, 2002
  - Titre coréen (Mon cahier de la ferme), version coréenne, 2002
  - Titre coréen (Mon cahier de la mer), version coréenne, 2002
  - Titre coréen (Mon cahier de la nature), version coréenne, 2002
  - Titre coréen (Mon cahier des animaux), version coréenne, 2002
  - El meu quadern del mar (Mon cahier de la mer), version catalane, 2002
  - El meu quadern de la granga (Mon cahier de la ferme), version catalane, 2002
  - El meu quadern dels animals (Mon cahier des animaux), version catalane, 2002
  - Mi cuaderno de los animales (Mon cahier des animaux), version catalane, 2002
  - El meu quadern del cos huam (Mon cahier du corps humain), version catalane, 2002
  - El meu quadern de la natura (Mon cahier de la nature), version catalane, 2002
  - Mi cuaderno del mar (Mon cahier de la mer), version espagnole, 2002
  - Mi cuaderno de la naturaleza (Mon cahier de la nature), version espagnole, 2002
  - Mi cuaderno de la granga (Mon cahier de la ferme), version espagnole, 2002
  - Mi cuaderno del corpo humano (Mon cahier du corps humain), version espagnole, 2002
  - Dicionario por imagens do corpo humano (L’imagerie du corps humain), version brésilienne, 2001
  - Titre grec (Mon cahier de la ferme), Modern Times, version grecque, 2001
  - Titre grec (Mon cahier de la mer), Modern Times, version grecque, 2001
  - Titre grec (Mon cahier des animaux), Modern Times, version grecque, 2001
  - Titre grec (Mon cahier du corps humain), Modern Times, version grecque, 2001
  - Aprender e jogar (Dictio éveil et jeux), version portugaise, 2000
  - Titre grec (L’imagerie du corps humain), version grecque, 2000
  - Diccionari en imatges del cos huma (L’imagerie du corps humain), version catalane, 2000
  - Diccionario por imagenes del cuerpo humano (L’imagerie du corps humain), version espagnole, 1997
  - Dein buntes wörterbuch des menschlichen körpers (L’imagerie du corps humain), Fleurus verlag Gmbh, version allemande, 1995
  - Titre estonien (L’imagerie du corps humain), Sinisukk, version estonienne, 2007
  - Titre polonais (L’imagerie du corps humain), FirmaKsiegarska, version polonaise, 2007
  - Titre bulgare (L’imagerie du corps humain), version bulgare, 2007
  - Titre chinois (L’imagerie du corps humain — adaptation réduite, brochée, vendue avec Mon cahier du corps humain), version chinoise, 2008
  - Titre chinois (Mon cahier des animaux), version chinoise, 2008
  - Titre chinois (Mon cahier de la nature), version chinoise, 2008
  - Il corpo umano (L’imagerie du corps humain, réédition avec pages interactives), version italienne, 2018
  - Titre grec (L’imagerie du corps humain, réédition avec pages interactives), version grecque, 2020

- Groupe Media :
  - Biba, N° 99, presse adultes, 1988
- Hachette Groupe Presse :
  - Winnie, magazine 3/7 ans, N°64, 1991
  - Winnie, magazine 3/7 ans, N°52, 1990
  - Winnie, magazine 3/7 ans, N°55, 1990
  - Winnie, magazine 3/7 ans, N°60, 1990
  - Winnie, magazine 3/7 ans, N°61, 1990
- Hatier :
  - Méthode de lecture pour apprendre à lire pas à pas, scolaire, 1999
- Milan Presse :
  - Joyeux halloween Rastapouille !, collection Moi je lis, avec cassette, N° 132, 1998
  - Toboggan, magazine dès 4 ans, N° 180, 1995
  - Toboggan, magazine dès 4 ans, N° 177, 1995
  - Wakou, magazine pour les petits curieux de la nature, N° 72, 1995
  - Wakou, magazine pour les petits curieux de la nature, N° 75, 1995
  - Toboggan, magazine dès 4 ans, N° 159, 1994
  - Toboggan, magazine dès 4 ans, N° 152, 1993
  - Wakou, magazine pour les petits curieux de la nature, N° 56, 1993
  - Wakou, magazine pour les petits curieux de la nature, N° 51, 1993
  - Le philtre d’amour, collection Diabolo/Moi je lis, N° 52, 1992
  - Toupie, magazine dès 2 ans, N° 68, 1991
  - Wakou, magazine pour les petits curieux de la nature, N° 22, 1991
  - Wakou, magazine pour les petits curieux de la nature, N° 25, 1991
  - Wakou, magazine pour les petits curieux de la nature, N° 28, 1991
  - Diabolo, magazine dès 7 ans, N° 28, 1990
  - Le réparateur de bêtises, collection Diabolo/Moi je lis, N° 34, 1990
  - Diabolo, magazine dès 7 ans, N° 15, 1989
  - Diabolo, magazine dès 7 ans, N° 17, 1989
  - Diabolo, magazine dès 7 ans, N° 19, 1989
  - Toboggan, magazine dès 4 ans, N° 105, 1989
  - Diabolo, magazine dès 7 ans, N° 5, 1988
  - Diabolo, magazine dès 7 ans, N° 6, 1988
  - Diabolo, magazine dès 7 ans, N° 11, 1988
  - Diabolo, magazine dès 7 ans, N° 12, 1988
  - Diabolo, magazine dès 7 ans, N° 13, 1988
  - Diabolo, magazine dès 7 ans, N° 19, 1988
  - Diabolo, magazine dès 7 ans, N° 2, 1987
  - Mikado, magazine, N° 43, 1987
  - Mikado, magazine, N° 48, 1987
  - Toboggan, magazine dès 4 ans, N° 74, 1987
  - Mikado, magazine, N° 33, 1986
  - Mikado, magazine, N° 36, 1986
- Nathan :
  - Apprends-moi à écrire, para scolaire, 3-4 ans, 1998
  - Apprends-moi à écrire, para scolaire, 3-4 ans, 1994
  - Barbe-bleue, collection contes en image, 1993
  - Barbe-bleue, collection Musicontes (1 livre, une cassette), 1993
  - Nathan vacances, para scolaire, 3-4 ans, 1992
  - Abricot, magazine, 18 mois/4 ans, N° 31, 1990
  - Abricot, magazine, 18 mois/4 ans, N° 32, 1990
  - Mes 100 premiers mots d’anglais en chansons à la ferme, livre et cassette, 1990
  - Mes 150 premiers mots d’anglais en chansons au zoo, livre et cassette, 1990
  - Petit géant, magazine, 4 à 7 ans, N° 12, 1990
  - Petit géant, magazine, 4 à 7 ans, N° 14, 1990
  - Le concert des animaux, collection J’appuie j’écoute, Nathan/Nuage, 1989
  - Les cancans de la ferme, collection J’appuie j’écoute, Nathan/Nuage, 1989
- Rouge et Or :
  - Papa a mangé la voisine !, collection Première lecture, 1993
  - Grand pif crochu contre nez ratatiné, collection raconte-moi, 1992
  - Bon anniversaire grand-mère !, collection Première lecture, 1991
  - Je vais à la grande école, collection Première lecture, 1991
  - Je veux voir ma petite sœur !, collection Première lecture, 1991
  - On part en vacances ?, collection Première lecture, 1991
- Seuil :
  - Les enfants d’Uranie, d’Evry Schatzman, collection Science ouverte, illustration de couverture poche, 1986
  - De l’univers à nous, de Robert Clarke, collection points virgule science N° 37, illustration de couverture poche, 1985
- Signe :
  - Les 5-7 ans vers Pâques, magazine d’éveil religieux, 1996
  - Les 5-7 ans vers Noël, magazine d’éveil religieux, 1995
  - Les 5-7 ans vers Pâques, magazine d’éveil religieux, 1994
  - Chemin de croix, magazine d’éveil religieux, 1993
  - La messe une fête, magazine d’éveil religieux, 1993

### Poésie
- Solo, n°78, Strasbourg, Revue alsacienne de littérature, 2002.
- Éloge du trébuchement, Strasbourg, Lieux-dits, collection « Bas de page », 2001.
- « Becs », Compresse, n°&, Strasbourg, Sylvie Villaume, 2002.
- « Géométries par moi, géométrie par l’axe », Compresse, n° petit carré, Strasbourg, Sylvie Villaume, 2000.
- « M », Compresse, ° XXL, Strasbourg, Sylvie Villaume, 1999.

### Strasbourg, Soub Édition, Collection « Les introuvables »
- Et ce n'est qu'en entrant, Marc Syren, 2016
- Grimper dans les arbres, Biographie de Lucienne, Nadine Soubrouillard, 2015
- Trop loin, Nadine Soubrouillard, 2013
- Scènes de méninges, Pierre Zeidler, 2007
- ses vitalités, Martin Adamiec, 2007
- Je dépasse la montagne, Marc Syren, 2005
- Un an, Nadine Soubrouillard, 2004
- je de mots, Collector, 2004
- et quel cœur, Pierre Zeidler, Nadine Soubrouillard, 2003
- 21 recettes pour devenir fou, Pierre Zeidler, 2003
- D’un seul geai, Marc Syren, 2002
- en un vêtement d’Asger Jorn, Pierre Zeidler, 2002
- Réaffectée, Jocelyne Bicler, 2002
- les fleurs les chiens, Nadine Soubrouillard, 2001
- solo, Nadine Soubrouillard, 2001
- Texte imprévu, Nadine Soubrouillard, 2001
- silence de midi, Pierre Zeidler, 2001
- 1, 2, 3, 4, etc., Nadine Soubrouillard, 1999
- sans titre, Nadine Soubrouillard, 1999
- Récifs, Nadine Soubrouillard, 1999
- Avec, Nadine Soubrouillard, 1999
- 50 bonnes raisons de s’inquiéter, Pierre Zeidler, 1999
- M, Nadine Soubrouillard, 1998
- Couverture, Sarah Dinckel, Nadine Soubrouillard, 1998
- 17 recettes pour devenir fou, Pierre Zeidler, 1998
- Bonbons, Margot Boisier, 1998
- Pas et pli Pas de pli, Léon Savagna, 1998